# Лаборатория стратиграфии четвертичного периода
Лаборатория стратиграфии четвертичного периода (Отдел четвертичной геологии в ГИН АН СССР и ИГН АН СССР) — научное подразделение Геологического института РАН, выполняет фундаментальные научные исследования и прикладные разработки в области четвертичной геологии, стратиграфии, палеонтологии и палеогеографии четвертичного периода.

## История
Научное направление по изучению четвертичного периода было создано одновременно с основанием Геологического института (ГИН) АН СССР в городе Ленинграде. В конце сентября 1930 года определились основные направления деятельности ГИНа: изучение геологии Центральной Азии, полярных областей Союза, геологии морского дна, отложений четвертичного периода и проведение палеофитологических работ.

Особый раздел проблематики Института должно составлять изучение четвертичных отложений. Выделение их из общего стратиграфического раздела обусловливается, с одной стороны, тем, что методика их изучения сильно разнится от методики изучения других пород, а с другой — тем, что четвертичные отложения играют особенно крупную роль для наших новостроек, для наших крупнейших инженерных сооружений.
Основным направлением работ в 1930-е годы была корреляция морских и континентальных неоген-четвертичных толщ Понто-Каспия и юга Русской равнины, а также изучение новейших отложений в районах проектирования и строительства гидротехнических сооружений.
С 1937 года отдел проводил региональные исследования на Урале (В. И. Громов, К. В. Никифорова, Л. Д. Шорыгина) и Алтае (Е. Н. Щукина), связанные с выяснением закономерностей формирования россыпных месторождений полезных ископаемых.
Созданные под руководством Г. Ф. Мирчинка (репрессирован в 1941—1942) методы изучения четвертичных пород, выработанные принципы составления карт новейших отложений и сформулированные выводы по истории антропогена были приняты в качестве научных положений, многие из которых не устарели и в наши дни.

### 1943—1960 года
После возвращения Института в Москву из эвакуации в 1943 году, основной темой исследований стало построение единой стратиграфической шкалы четвертичной системы, разработка принципов проведения стратиграфических границ, история развития фауны и флоры и ископаемого человека. Были созданы первые обоснованные стратиграфические схемы неоген-четвертичных отложений регионов, где в экспедициях работали сотрудники:
- в Сибири: М. Н. Алексеев, Э. И. Равский, И. М. Хорева, В. С. Трофимов, Н. П. Куприна, Э. А. Вангенгейм, Ю. А. Лаврушин, С. М. Цейтлин
- на Алтае и в Туве: Е. Н. Щукина, Л. Д. Шорыгина, Л. П. Александрова, Н. А. Ефимцев
- в Забайкалье: В. В. Ламакин, Э. И. Равский, В. Г. Гербова, Э. А. Вангенгейм
- в Казахстане: К. В. Никифорова, В. Г. Гербова, Н. А. Константинова,
- на Камчатке: О. М. Петров, И. М. Хорева, А. Э. Басилян.

### 1960—1980 года
В 1960-е годы В. И. Громов, К. В. Никифорова, Л. И. Алексеева, Л. П. Александрова, Н. А. Константинова, Н. В. Ренгартен, Ю. М. Васильев, П. В. Федоров, Н. А. Лебедева и А. И. Москвитин уточняли корреляцию отложений ледниковой и перигляциальной зон и области морских трансгрессий. Было разработано палеонтологическое обоснование стратиграфии четвертичных отложений севера и северо-востока Азии (Э. А. Вангенгейм, А. В. Шер), юга Западной Сибири (В. С. Зажигин), европейской части СССР (Л. И. Алексеева, Л. П. Александрова), Таджикистана (Э. А. Вангенгейм, М. В. Сотникова). Продолжились работы по составлению детальных региональных стратиграфических схем и моделей четвертичных отложений в Западной Сибири и на Алтае (И. С. Чумаков, С. А. Архипов, В. С. Зажигин).
А. А. Стеклов в 1963 году обосновал стратиграфическое значение наземных моллюсков неогена Предкавказья.
Материковое оледенение, отложения перигляциальной зоны всегда были в центре внимания сотрудников (Ламакин, Москвитин, Шанцер, Лаврушин, Равский, Васильев). Изучение ледниковых образований, классификация морен, решение вопросов о соответствии тех или иных лёссовых толщ конкретным стадиям оледенений, а также анализ других типов континентальных отложений, их спорово-пыльцевых спектров, фауны млекопитающих и моллюсков способствовали решению проблемы смены палеоклиматов четвертичного времени.
В 1964 году Отдел четвертичной геологии разделился на две лаборатории:
- Лаборатория геологии и истории четвертичного периода — Сектор стратиграфии ГИН АН СССР
- Лаборатория генетических типов континентальных отложений — Сектора литологии ГИН АН СССР.

### 1980—2000 года
В 1980-е годы в Лаборатории были продолжены работы по разработке стратиграфических схем плиоцена и четвертичной системы, и их корреляции (монография «Стратиграфия СССР. Четвертичная система». Полутома 1, 2 — 1982, 1984). А. С. Тесаков, Э. А. Вангенгейм, М. А. Певзнер, В. С. Зажигин и М. В. Сотниковаа продолжили изучение основных групп мелких млекопитающих, разработали более детальные зональные биостратиграфические шкалы. В их основу были положены эволюционные изменения грызунов. В азиатской части СССР работы проводились Э. И. Равским, С. М. Цейтлиным, Э. А. Вангенгейм, Е. В. Девяткиным, А. Е. Додоновым в Средней Азии, А. Э. Басиляном и П. А. Никольским, в европейской части В. И. Громовым и от Комиссии по изучению четвертичного периода И. К. Ивановой. Особое внимание было уделено границе неогена и квартера (проект МПГК № 41 — руководители К. В. Никифорова и М. Н. Алексеев). Представлено на 9 Конгрессе INQUA (Москва, 1982) и утверждено Стратиграфической комиссией INQUA в 1985 году и Международной стратиграфической комиссией.

### Современные исследования
В последующие годы одним из важных направлений в изучении новейших континентальных отложений было климато-стратиграфические и палеогеографические исследования в разных палеоклиматических и ландшафтных зонах (Е. В. Девяткин, А. Е. Додонов, А. Н. Симакова).
Образцы из скважин глубоководного бурения изучались по пробам с судна «Гломар Челленджер» и «Академик Николай Страхов» (М. Е. Былинская, Л. А. Головина, В. А. Крашенинников). Наземные разрезы морских плиоцен-четвертичных отложений изучались на юге России, на Украине, в Молдавии, Туркмении, Азербайджане и Грузии, на Кипре и в Сирии.
С помощью палеомагнитных измерений (М. А. Певзнер) и данных абсолютного возраста (Н. В. Кинд) были обобщены материалы по верхам неогена и нижней границе квартера. Это позволило построить единую шкалу четвертичного времени на основе глобальной корреляции морских и континентальных образований, в том числе вулканогенных толщ и океанических осадков (В. В. Меннер, К. В. Никифорова, М. Н. Алексеев).
Основная цель дальнейших исследований — создание общей детальной стратиграфической шкалы плиоцена-квартера Северной Евразии на мультидисциплинарной основе, что важно для межрегиональных корреляций геологических событий в масштабе всего континента.

## Руководство
Официальные названия и руководители:

Геологический институт АН СССР
- 1933 — Отдел изучения четвертичного периода (Бонч-Осмоловский, Глеб Анатольевич)[4].

Институт геологических наук АН СССР
- 1937 — Отдел четвертичной геологии (Мирчинк, Георгий Фёдорович)
- 1940 — Отдел четвертичной геологии (Жуков, Михаил Михайлович)[5]
- 1943 — Отдел четвертичной геологии (Громов, Валериан Иннокентьевич)

Геологический институт АН СССР
- 1956 — Отдел геологии четвертичных отложений и генетических типов континентальных образований (Громов, Валериан Иннокентьевич)
- 1970 — Лаборатория геологии и истории четвертичного периода (Никифорова, Ксения Владимировна)
- 1986 — Лаборатория геологии и истории четвертичного периода (Алексеев, Михаил Николаевич)
- 1989 — Лаборатория геологии и истории четвертичного периода (Девяткин Евгений Викторович).

Геологический институт РАН
- 2005 — Лаборатория стратиграфии четвертичного периода (Додонов, Андрей Евгеньевич).
- 2008 — Лаборатория стратиграфии четвертичного периода (Тесаков, Алексей Сергеевич).

## Структура
В 1950-е годы был создан спорово-пыльцевой кабинет под руководством Е. Д. Заклинской.
В 1956 году в отделе были созданы:
- неструктурная минералого-петрографическая лаборатория
- кабинет по изучению генетических типов континентальных отложений.

Кроме того, в ГИН АН СССР был создан Отдел палеофлористики и стратиграфии континентальных отложений (заведующий В. А. Вахрамеев) с двумя неструктурными лабораториями: по изучению протерозойских, палеозойских и мезозойских спор и пыльцы, и по изучению спор и пыльцы кайнозоя и четвертичной системы.
В 1980-е годы во время работы по программе «Глобальные изменения и корреляция событий: хроностратиграфия и палеогеография позднего неогена и антропогена» К. В. Никифорова и В. А. Крашенинников создали Группу микропалеонтологии, специализирующейся на изучении плиоцен-четвертичной микрофауны и микрофлоры: М. Е. Былинская (планктонные фораминиферы), Л. А. Головина (наннопланктон), С. С. Габлина (диатомовые) и А. Н. Симакова (споры и пыльца).

## Награды и премии
В. И. Громов создал новое научное направление — биостратиграфию четвертичного периода по млекопитающим и обосновал важную роль исследований археологических памятников для целей стратиграфии и палеогеографии (Сталинская премия, 1948).
Обобщающий труд В. И. Громова «Палеонтологическое и археологическое обоснование стратиграфии континентальных отложений четвертичного периода на территории СССР» (Премия имени А. П. Карпинского, 1947).
А. И. Москвитин разработал стратиграфическую схему четвертичных отложений Европейской равнины на полигляциалистической основе (Премия имени А. Д. Архангельского, 1951).
Премий МОИП были удостоены:
- 1958 — монография П. В. Фёдорова «Стратиграфия четвертичных отложений Крымско-Кавказского побережья и некоторые вопросы геологической истории Чёрного моря»
- 1959 — работа А. И. Москвитина «Четвертичные отложения и история формирования долины р. Волги в её среднем течении».

И. К. Иванова — Медаль Альбрехта Пенка (1978) Комитета по изучению четвертичного периода немецкоязычных стран, за выдающиеся исследования в области изучения четвертичного периода.

## Членство в организациях
Работа отдела с 1930 года была тесно связана с Комиссией по изучению четвертичного периода при АН СССР.
Сотрудники занимали руководящие посты в различных организациях, среди них:
- К. В. Никифорова — президент подкомиссии INQUA по проблеме «граница между неогеном и четвертичной системой» (1971) и вице-президент INQUA (1973).
- И. К. Иванова — штатный учёный секретарь Комиссии по изучению четвертичного периода (1945—1987)
- И. К. Иванова — заместитель председателя Комиссии по палеоэкологии древнего человека INQUA.

## Основные публикации
- С 1929 года — Бюллетень Комиссии по изучению четвертичного периода.
- Мирчинк Г. Ф. Проблемы четвертичной геологии в СССР // Проблемы советской геологии. 1933. № 4. С. 1—9.
- Громов В. И. Палеонтологическое и археологическое обоснование стратиграфии континентальных отложений четвертичного периода на территории СССР (млекопитающие, палеолит) / Отв. ред. Г. Ф. Мирчинк, В. В. Меннер. М.: Издательство АН СССР, 1948. 521 с. (Труды ГИН АН СССР, Выпуск 64.).
- Стратиграфия четвертичных (антропогеновых) отложений Азиатской части СССР и их сопоставление с европейскими. М.: Издательство АН СССР, 1960. (Труды ГИН АН СССР, Выпуск 26).
- Федоров П. В. Стратиграфия четвертичных отложений Крымско-Кавказского побережья и некоторые вопросы геологической истории Чёрного моря. М.: Издательство АН СССР, 1963. (Труды ГИН АН СССР, Выпуск 88).
- Лаврушин Ю. А. Четвертичные отложения Шпицбергена: Вопросы динамики накопления ледниковых, ледниково-морских склоновых отложений, стратиграфия и палеогеография плейстоцена. М.: Наука, 1969.
- Лаврушин Ю. А. Строение и формирование основных морен материковых оледенений. М.: Наука, 1976. (Труды ГИН АН СССР, Выпуск 288).
- Тесаков А. С. Биостратиграфия среднего плиоцена — эоплейстоцена Восточной Европы (по мелким млекопитающим). М.: Наука, 2004. 248 с. (Труды ГИН РАН; Выпуск 554).
- Былинская М. Е., Головина Л. А., Крашенинников В. А. Зональная стратиграфия плиоцен-четвертичных отложений северной половины Атлантического океана по известковому планктону. М.: Научный мир, 2002. (Труды ГИН РАН. Выпуск. 544).